# Locomotiva kkStB Gruppo U
Le locomotive Gruppo U erano locotender a vapore a scartamento ridotto bosniaco delle k.k. Österreichischen Staatsbahnen. Un quantitativo di esse venne ceduto in conto danni di guerra alle varie ferrovie delle località i cui confini non ricadevano più nell'ambito del territorio dell'Austria dopo il termine della prima guerra mondiale.

## Storia
Le locomotive derivano da un progetto Krauss-Maffei di locomotiva per linee a scartamento ridotto e vennero realizzate in diverse serie con varianti, e da diversi opifici, dalla fine degli anni ottanta del XIX secolo all'inizio degli anni venti del XX secolo.
Nel 1902 quando venne aperto al traffico il primo tratto da Trieste a Buie della Ferrovia Parenzana la trazione a vapore venne assicurata dalle piccole locomotive a vapore saturo tipo U dell'amministrazione di stato austriaca. Le "U" erano piccole locotender a 3 assi accoppiati e 1 asse posteriore portante. Ne vennero prodotte centinaia di unità e si diffusero in tutte le linee secondarie costruite a scartamento bosniaco 760 mm dall'Impero austro-ungarico nei suoi territori.

### Le "U" in Cecoslovacchia
Le 3 locomotive U 37.007 - 009 in Cecoslovacchia dal 1924 per la Ferrovia scartamento ridotto Ružomberok–Korytnica nell'attuale territorio della Slovacchia.

### Le "U" in Polonia
3 locomotive U costruite nel 1897 per la linea Łupków-Cisna dalle kkStB dal 1918 passarono alle PKP.

### Le "U" della Parenzana, in Istria
Per la "Lokalbahn Triest–Parenzo" le kkStB acquistarono, nel 1902, 4 locomotive U e, dal 1908, ulteriori 10 ma, dopo il 1918, ne consegnarono solo 11 unità, (8 unità secondo altre fonti), alle Ferrovie dello Stato italiane.

### Le "U" nella ex Jugoslavia
Un numero consistente di locomotive venne assegnato alle linee balcaniche delle quali molte erano proprio a scartamento 760.

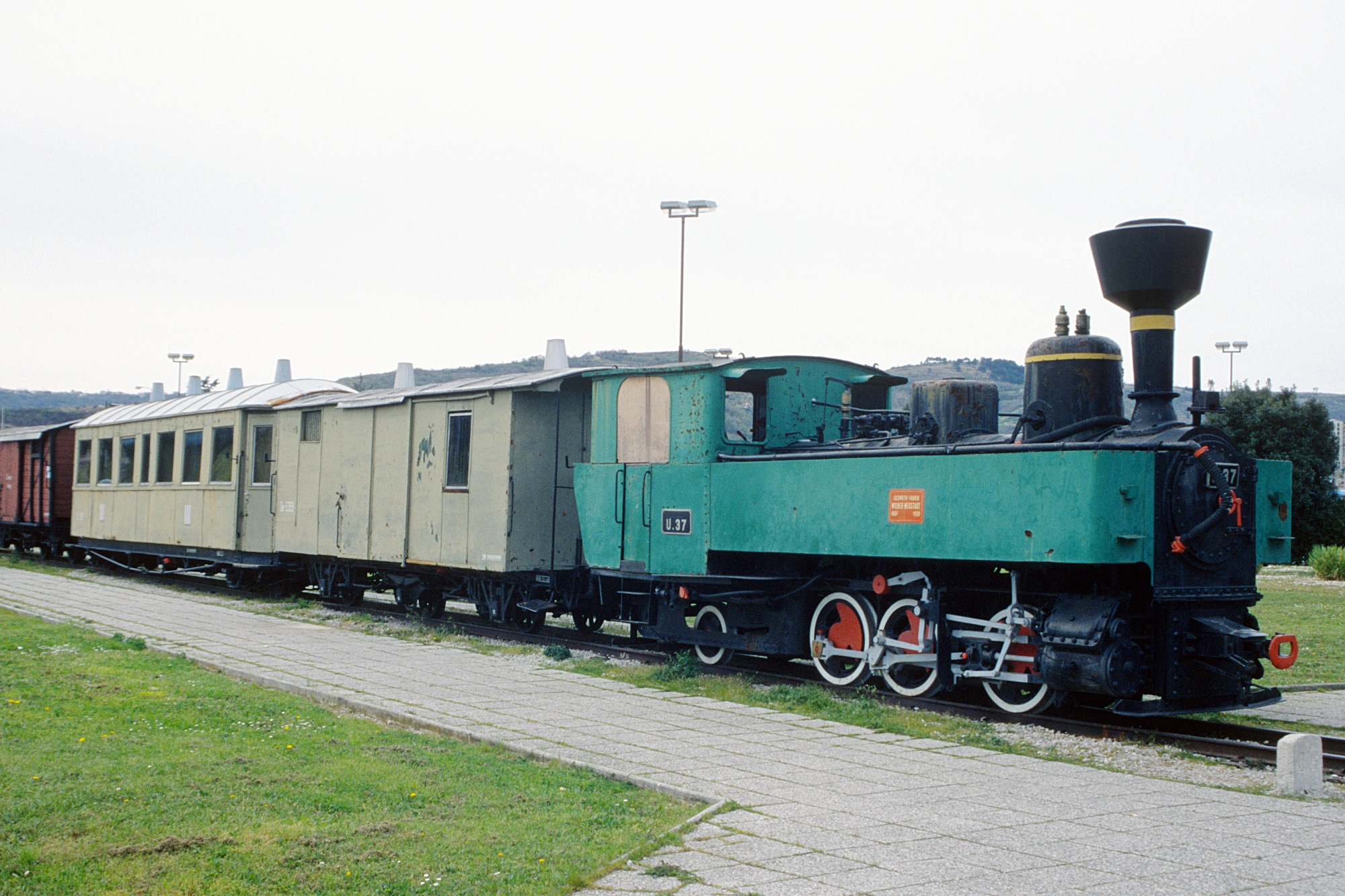
Il trenino della Parenzana in esposizione